# Jacques Burger
Jacques Burger (wym. [ʒak bœrχɛr]; ur. 29 lipca 1983 r. w Windhuku) – namibijski rugbysta występujący na co dzień na pozycji rwacza w angielskim klubie Saracens.

## Kariera klubowa
Burger występował w południowoafrykańskim zespole regionalnym Griquas z Prowincji Przylądkowej Północnej. Jednocześnie w sezonie 2007/2008 grał również w drużynie francuskiego drugoligowaca – Stade aurillacois. W dwóch kolejnych sezonach występował Burger w zespole Blue Bulls, skąd został wybrany do grającej w lidze Super 14 drużyny Bulls. W renomowanym zespole rozegrał jednak jedynie dwa mecze. Od sezonu 2009/2010 rozgrywa swoje spotkania dla angielskiej drużyny z St Albans – Saracens, gdzie przyszedł, by zastąpić Wikusa van der Heerdena. Ze swoim ostatnim klubem zdobył w 2011 roku mistrzostwo Anglii.

## Kariera reprezentacyjna
Burger w przeciwieństwie do innych rugbystów urodzonych na terytorium obecnej Namibii, jak choćby Percy Montgomery, nie zdecydował się na występy dla południowoafrykańskich Springbokke; Jako jeden z niewielu profesjonalnych zawodników postanowił o wsparciu drużyny kraju urodzenia. W reprezentacji Namibii zadebiutował 14 sierpnia 2004 roku w meczu przeciw Zambii. W 2007 roku wystąpił z kadrą podczas Pucharu Świata we Francji, gdzie jednak Namibia przegrała wszystkie cztery mecze. Podczas kolejnych mistrzostw Burger był kapitanem reprezentacji.